# سروکاج شیاردار

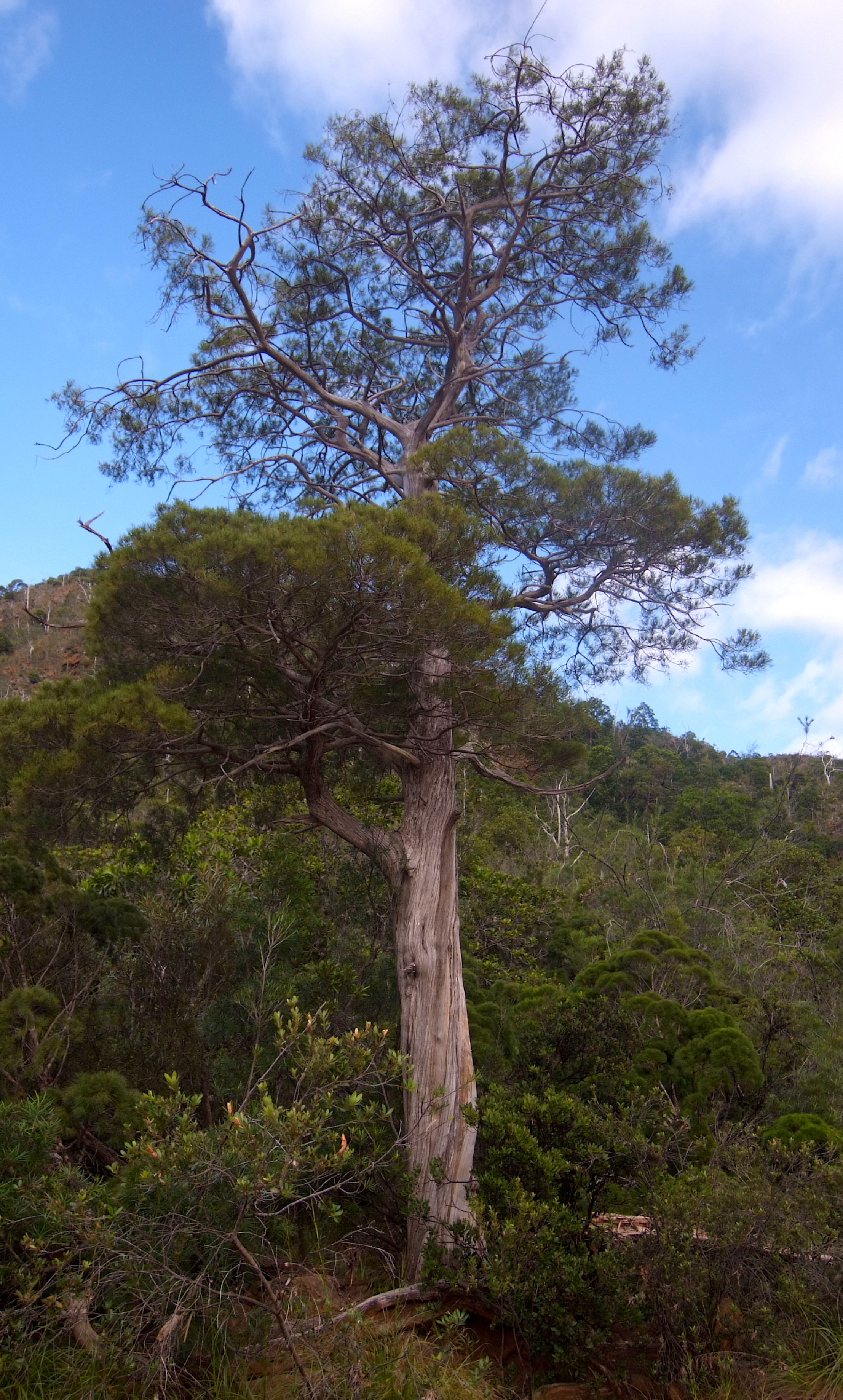
نگاره‌ای از سروکاج شیاردار (Callitris sulcata) در دره Camboui

سروکاج شیاردار (نام علمی: Callitris sulcata) نام یک گونه از سرده سروکاج‌ها است.